# Zakl (Braslovče, Slovenija)
Zakl je naselje u slovenskoj Općini Braslovči. Zakl se nalazi u pokrajini Štajerskoj i statističkoj regiji Savinjskoj. 

## Stanovništvo
Prema popisu stanovništva iz 2002. godine naselje je imalo 55 stanovnika.